# Ferdinand Laeisz

Ferdinand Laeisz

Ferdinand Laeisz (ausgesprochen: „Leiß“, * 2. Januar 1801 in Hamburg; † 7. Februar 1887 ebenda) war ein deutscher Kaufmann und Reeder.

## Leben
Ferdinand Laeisz war der Sohn des Kaufmanns Johann Hartwig Laeisz und dessen Ehefrau Catharina Maria Greve. Nach einer eher kurzen Schulzeit absolvierte Laeisz in seiner Heimatstadt eine Lehre als Buchbinder. Anschließend ging er als wandernder Geselle auf die Walz und erlernte während dieser Zeit in Berlin die Herstellung von Seidenhüten.
1824 kehrte Laeisz nach Hamburg zurück und gründete ein kleines Handelsunternehmen; später sollte daraus die Reederei F. Laeisz hervorgehen. Er heiratete im darauffolgenden Jahr Johanna Ulrike Catharina Creutzburg (1806–1889), eine Tochter des Ältermannes der örtlichen Hutmacherzunft, Nikolaus Carl Creutzburg. Noch im selben Jahr konnte Laeisz das hamburgische Bürgerrecht erwerben.
Mit diesem war Laeisz berechtigt, als Meister der hamburgischen Hutmacherzunft Hüte aus Seide herzustellen und zu vertreiben. Der Export dieser Hüte – vor allem nach Südamerika – stieg in einem Maße an, dass Laeisz in den folgenden zwanzig Jahren dort in jeder größeren Stadt eine eigene Filiale errichten konnte. Über diese Filialen wurden mit der Zeit immer mehr Kolonialwaren wie Baumwolle, Kakao, Kaffee, Kautschuk, Tabak und Zucker nach Hamburg importiert und Laeisz konnte bereits 1832 sein Hamburger Ladengeschäft schließen.

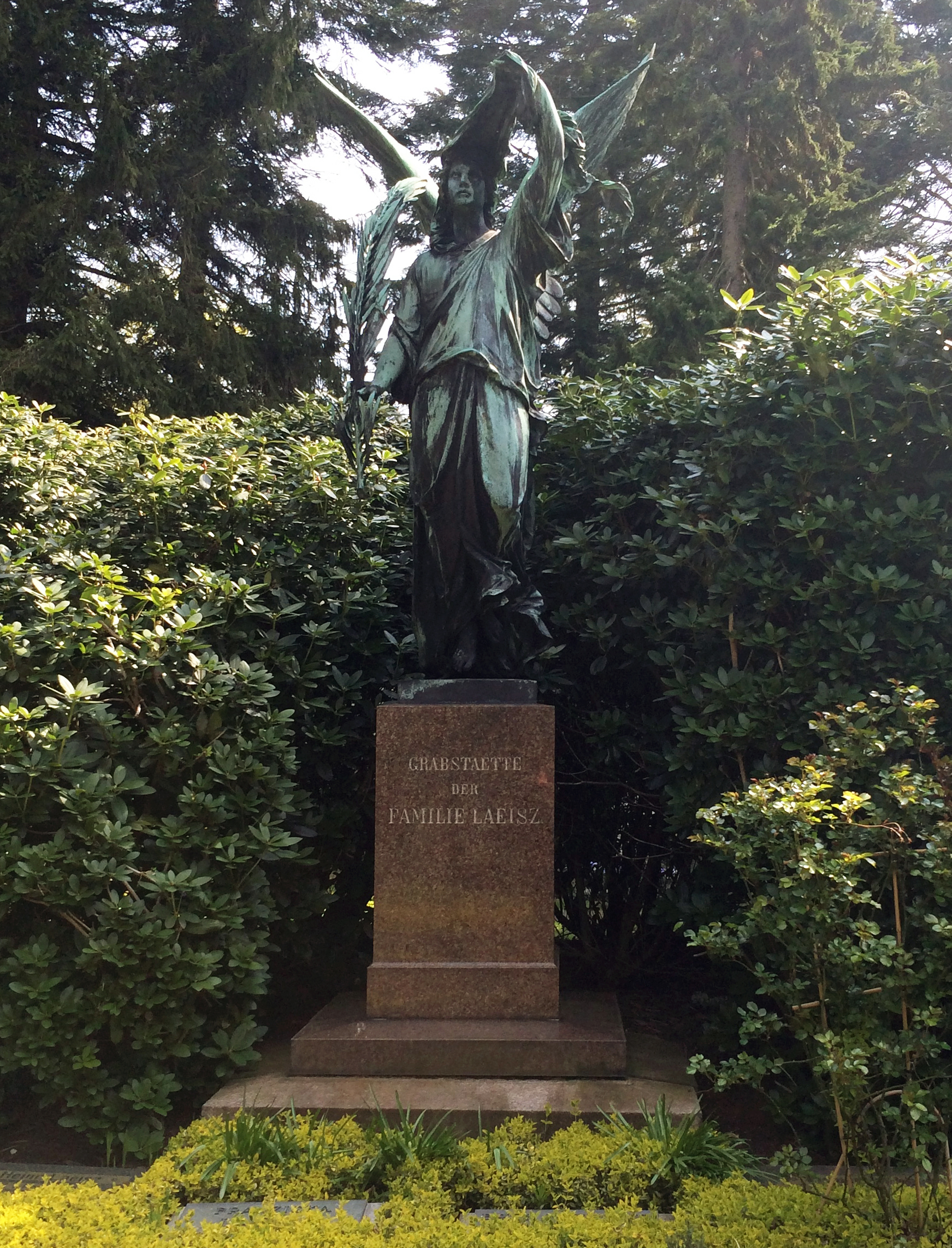
Familiengrab Laeisz auf dem Friedhof Ohlsdorf

1840 ließ Laeisz auf eigene Rechnung sein erstes Schiff – ein Segelschiff mit 400 Tonnen Verdrängung – bauen und bereits 1847 war er maßgeblich an der Gründung der Hamburg-Amerikanischen Packetfahrt-Actien-Gesellschaft, kurz Hapag, beteiligt. Zusammen mit zwei Kollegen war er über zehn Jahre dort in der Geschäftsleitung tätig. Aber erst als sein Sohn Carl Laeisz als Teilhaber in die Firma kam, schaffte die Reederei den Sprung zu einer der wichtigsten Firmen der Hamburger Wirtschaft.
Laeisz gehörte von 1859 bis an sein Lebensende der Hamburgischen Bürgerschaft an, und ab 1871 wurde er auch mehrere Male zum Alterspräsident gewählt. Sein soziales Engagement war ihm aber immer wichtiger als irgendwelche politischen Ämter. Auf seine Initiative wurden Volksküchen errichtet und Volksbäder eingerichtet. Sein Laeisz-Stift wurde 1860 eröffnet und war bis zur Zerstörung im Zweiten Weltkrieg in Betrieb. 1861 gründete er eine Seemannskasse und finanzierte noch im selben Jahr den Hamburger Rettungsverein. Letzterer ging 1865 in der Deutschen Gesellschaft zur Rettung Schiffbrüchiger DGzRS auf.
Im Alter von 86 Jahren starb Ferdinand Laeisz am 7. Februar 1887 in Hamburg. Er wurde in der weitläufigen Grabanlage der Familien Meerwein, Canel, Hanssen, Laeisz auf dem Hamburger Ohlsdorfer Friedhof beigesetzt.

## Werke
- Erinnerungen aus dem Leben eines alten Hamburgers. Hamburg 1891, OCLC 603027786, Digitalisat. (Neudruck: Christians, Hamburg 1974, ISBN 3-7672-0259-X)

## Auszeichnungen
- 1881 Kronen-Orden, III. Klasse[3]